# 8-й піхотний полк (Австро-Угорщина)
8-й Моравський піхотний полк ерцгерцога Карла Стефана (нім. k.uk. Mährisches Infanterie-Regiment Nr. 8, IR. 8) — піхотний полк Спільної армії Збройних сил Австро-Угорщини.

## Історія
Полк було створено в 1642 році.
Штаб–квартири: Зноймо (1869—1877), Відень (1903), Брно (1904—1914). Округ поповнення — Брно. У 1878 р. полк був переведений до Сараєво на окуповану територію Боснії і Герцеговини, а командування резерву та відновлювальне окружне командування залишилися в Брно. Наступного року полк був переведений до Їглави, а в 1882 році повернувся до Брно.
Своє свято полк відзначав 22 травня, в річницю битви під Асперном 1809 року.

## Бойовий шлях
Брав участь в австро-турецьких війнах, Семирічній війні, Наполеонівських війнах, Австро-прусській війні та в Угорській революції.
В 1914 році полк вирушив на Італійський фронт Першої світової війни.

## Склад
- 1-й батальйон (1903: Відень, 1904—1914: Брно);
- 2-й батальйон (1903—1914: Брно);
- 3-й батальйон (1903: Відень, 1904—1908: Брно, 1909—1914: Требинє);
- 4-й батальйон (1903: Відень, 1904—1914: Брно).

Національний склад (1914):
- 67 % ― чехи;
- 31 % — німці;
- 2 % — інші національності.[1]

## Почесні шефи
- 1642: полковник Олександр фон Шифер;
- 1646: полковник Йоганн Бернхард фон Кьорінг;
- 1647—1661: фельдмаршал Йоганн Райхард фон Штархемберг;
- 1732—1787: князь Йосип Фрідріх Саксен-Гільдбурггаузенський;
- 1787—1789: Йоганн Карл Маркіз Паллавічіні-Центуріоні;
- 1790—1798: фельдмаршал Карл Гуфф фон Кантерсдорф;
- 1801—1865: ерцгерцог Людвіг Йозеф;
- 1865—1877: барон Йозеф фон Герштнер;
- 1870—1877: барон Фрідріх Якобс фон Канштейн;
- 1877—1890: барон фон Абеле;
- 1890—1918: ерцгерцог Карл Стефан Габсбург.[2]

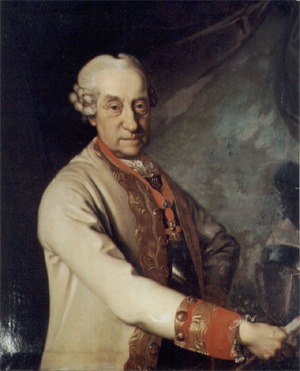
Князь Йосип Фрідріх Саксен-Гільдбурггаузенський
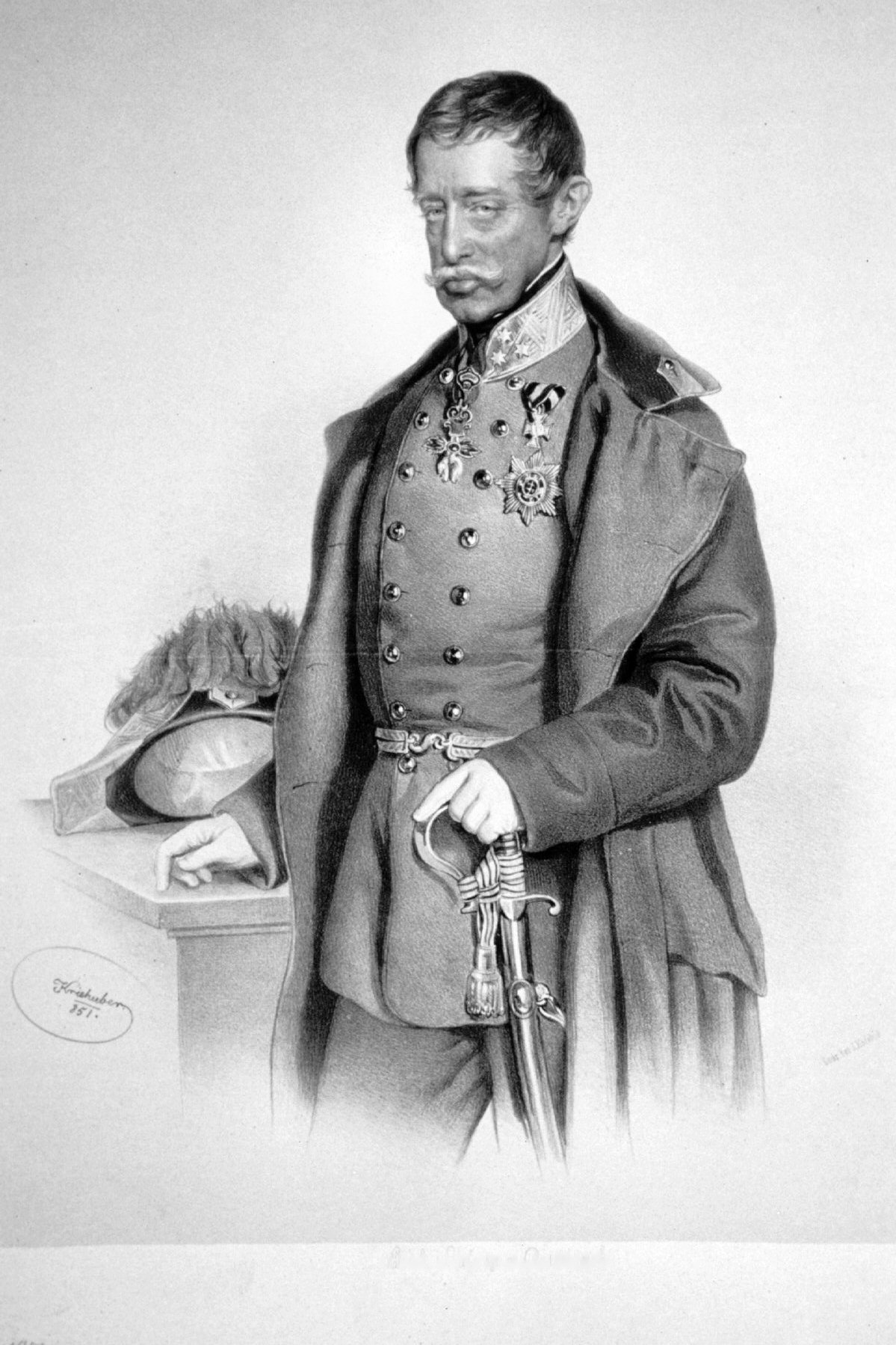
Ерцгерцог Людвіг Йозеф Габсбург-Лотаринзький
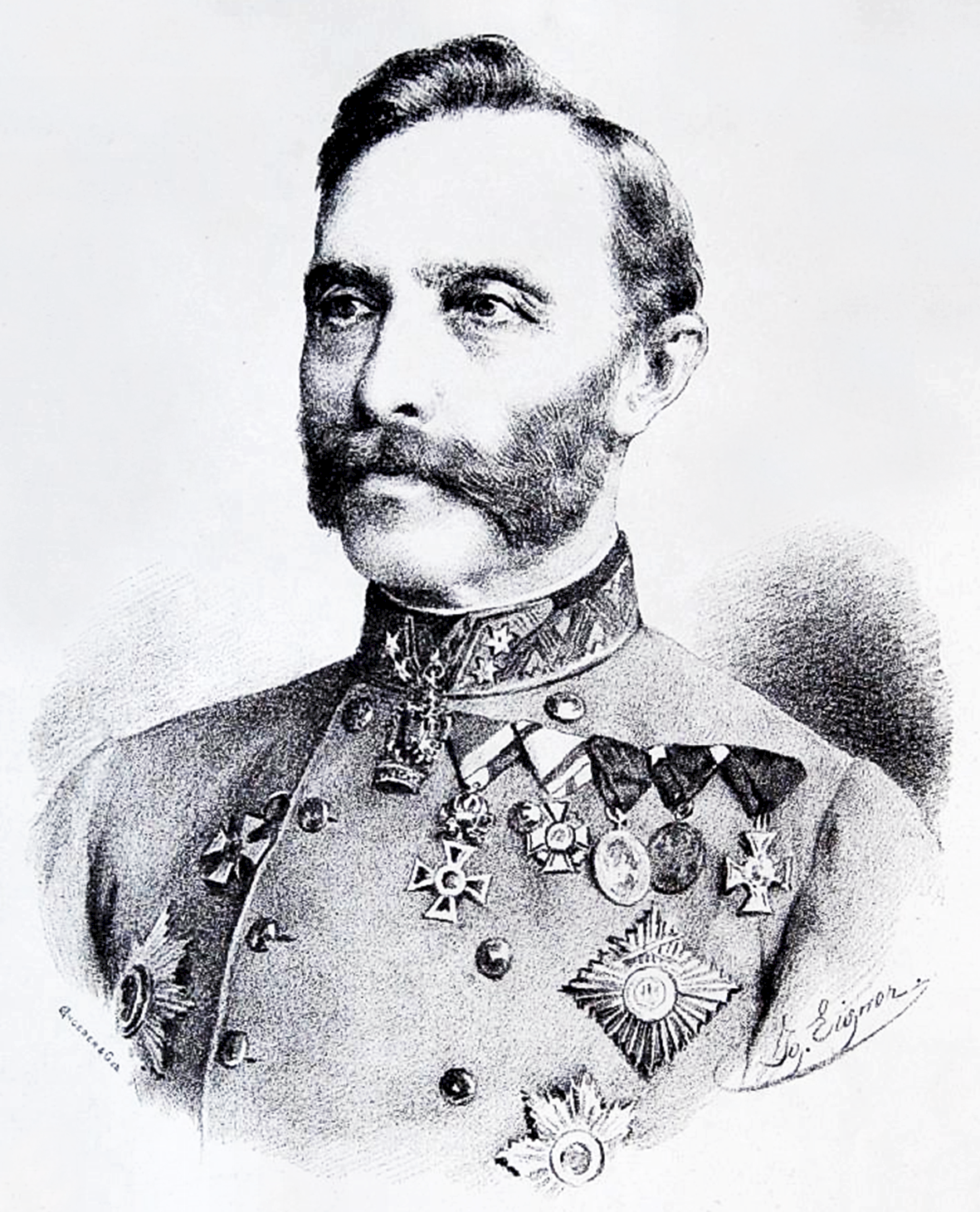
Барон Вінсент фон Абеле
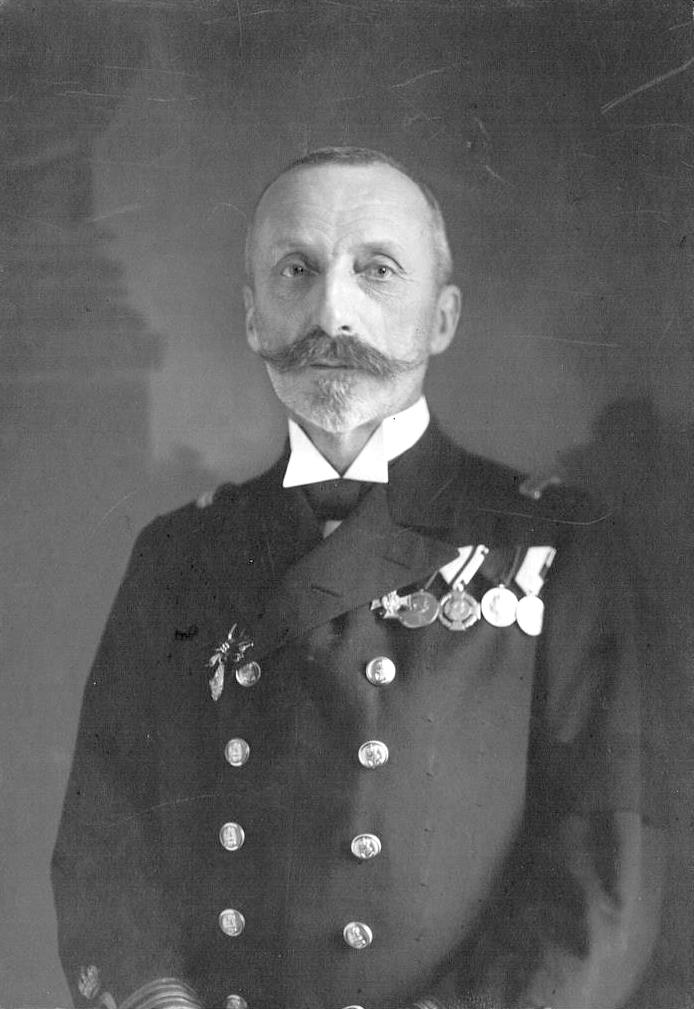
Ерцгерцог Карл Стефан Габсбург-Лотаринзький

## Командування
- 1859—1865: полковник Фердинанд фон Ліндер;
- 1869—1871: полковник Карл Кірхмайр;
- 1871—1875: полковник Ганнібал Рейно;
- 1875—1876: полковник Олександр Кун фон Куненфельд;
- 1876—1878: полковник Моріц Пюркер фон Пуркхайн;
- 1878—1879: полковник Адольф Гізль фон Гізлінген;
- 1879—1883: полковник Герман Бордоло фон Борео;
- 1883—1889: полковник Йозеф Франц фон Астенберг;
- 1903: полковник Максимільян Бастль;
- 1904—1907: полковник Карл Когутович;
- 1908—1910: полковник Артур Ван-Зель фон Арлон;
- 1911—1912: полковник Карл Герабек;
- 1913—1914: полковник Роберт Тріммель.[2]

## Підпорядкування
Полк входив до складу 2-го армійського корпусу 4-ї піхотної дивізії.
В 1914 р. полк (без 3-го батальйону) входив до складу 8-ї піхотної бригади 4-ї стрілецької дивізії, а окремий 3-й батальйон підпорядковувався командиру 2-ї гірської бригади 18-ї піхотної дивізії.

## Однострій

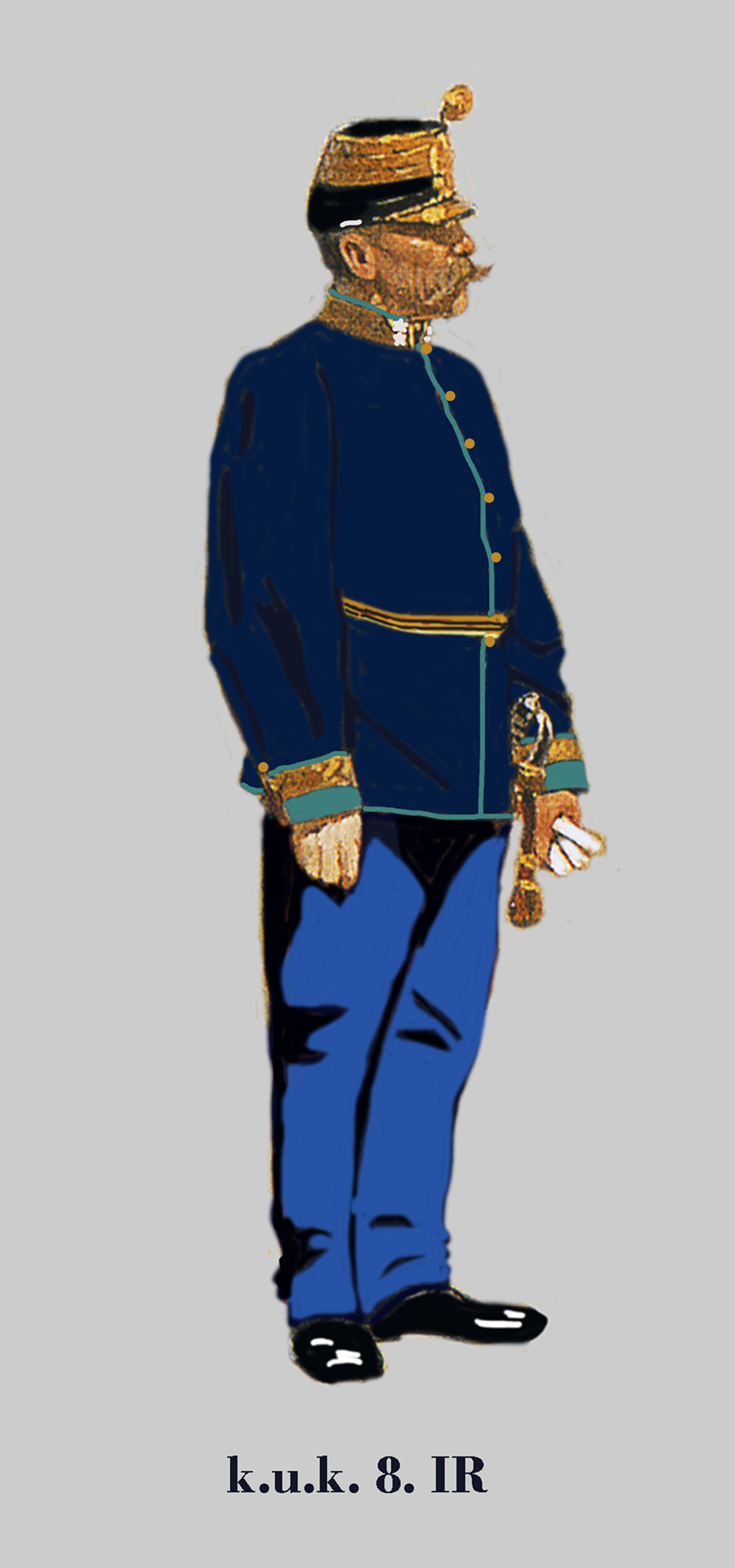
Оберст-лейтенанта 8-го піхотного полку.
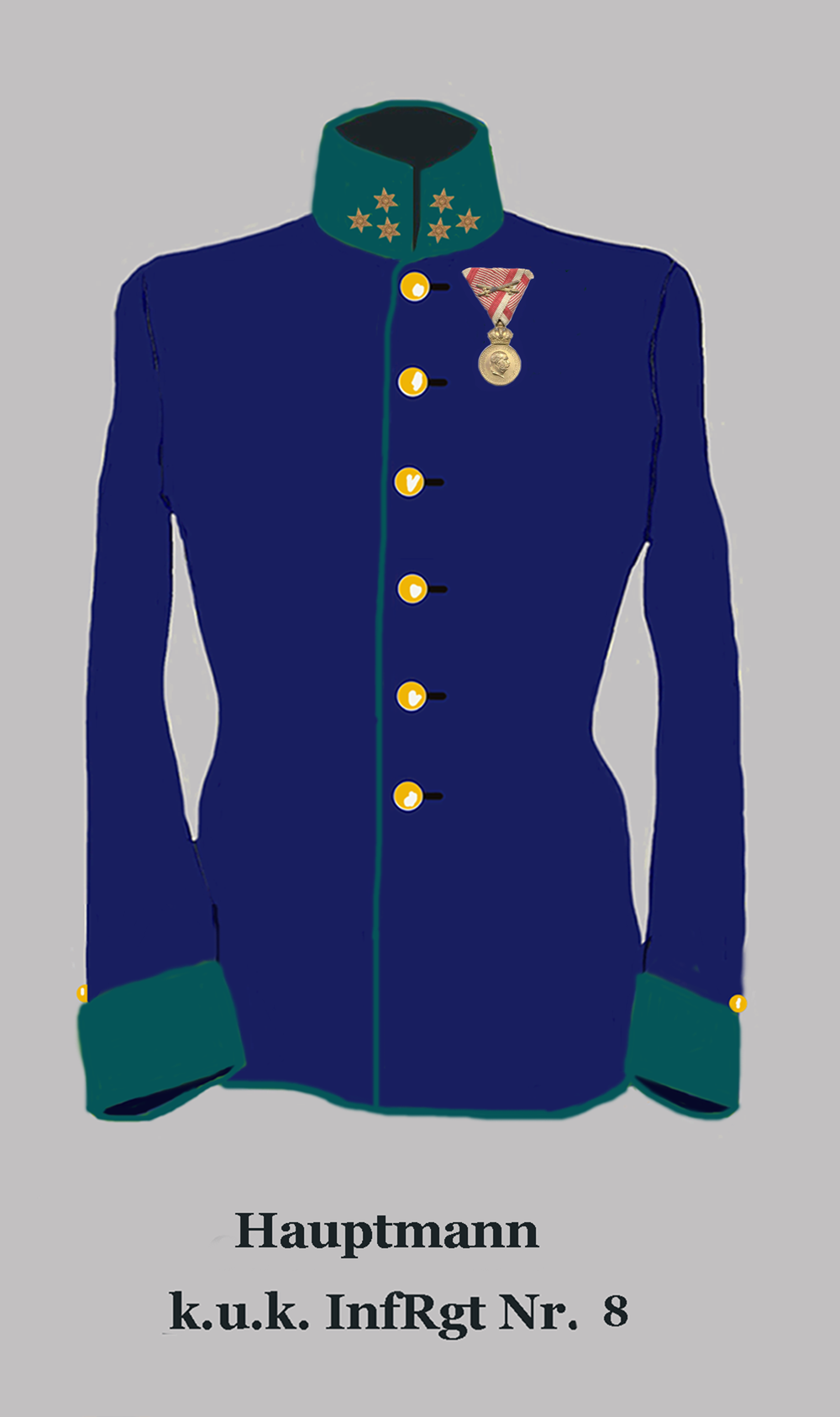
Мундир гауптмана 8-піхотного полку.

## Галерея

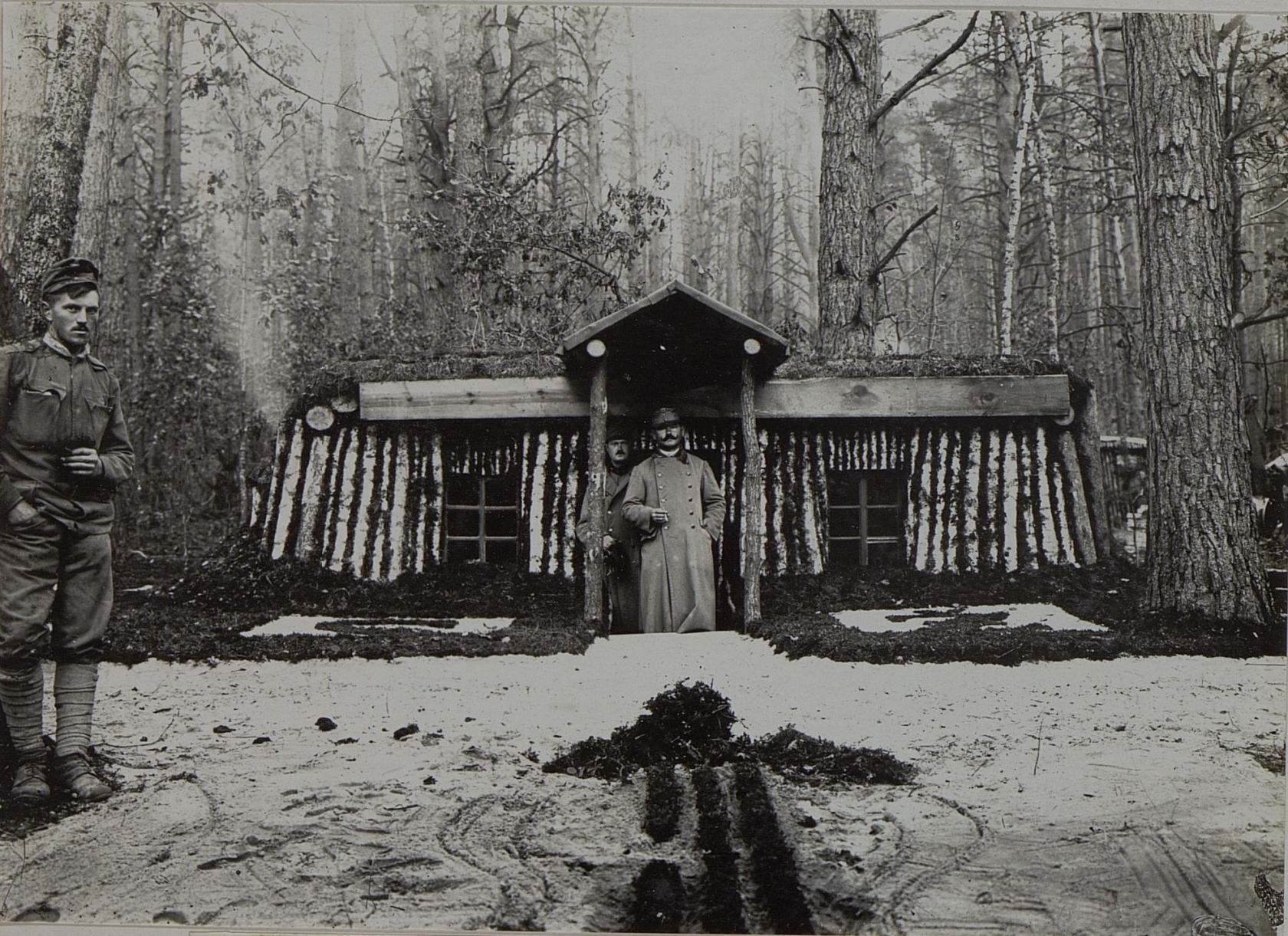
Командно-спостережний пункт 8-го піхотного полку. Мощениця, 1915.
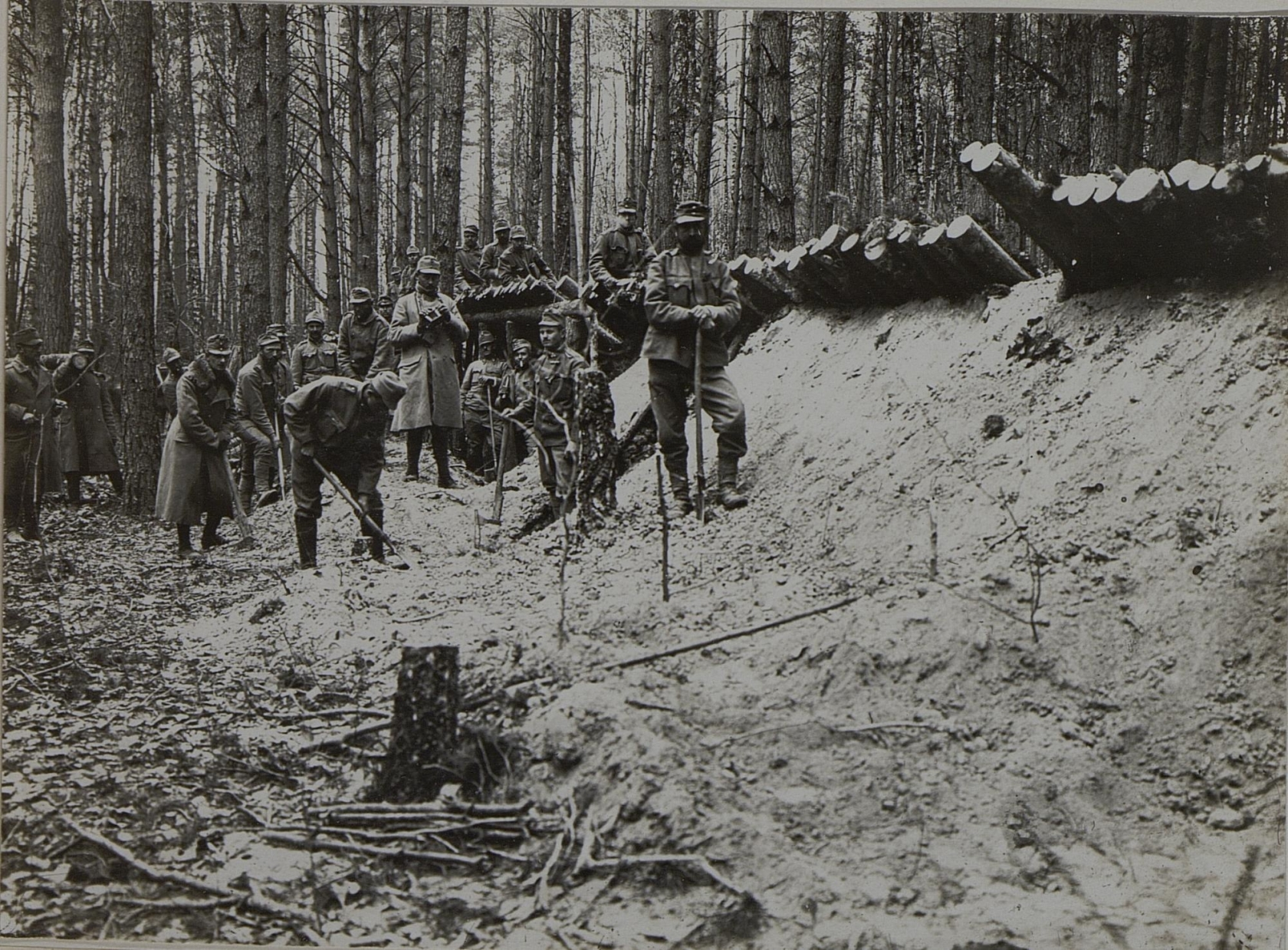
8-й піхотний полк будує резервні укриття. Мощениця, 21 жовтня 1915.
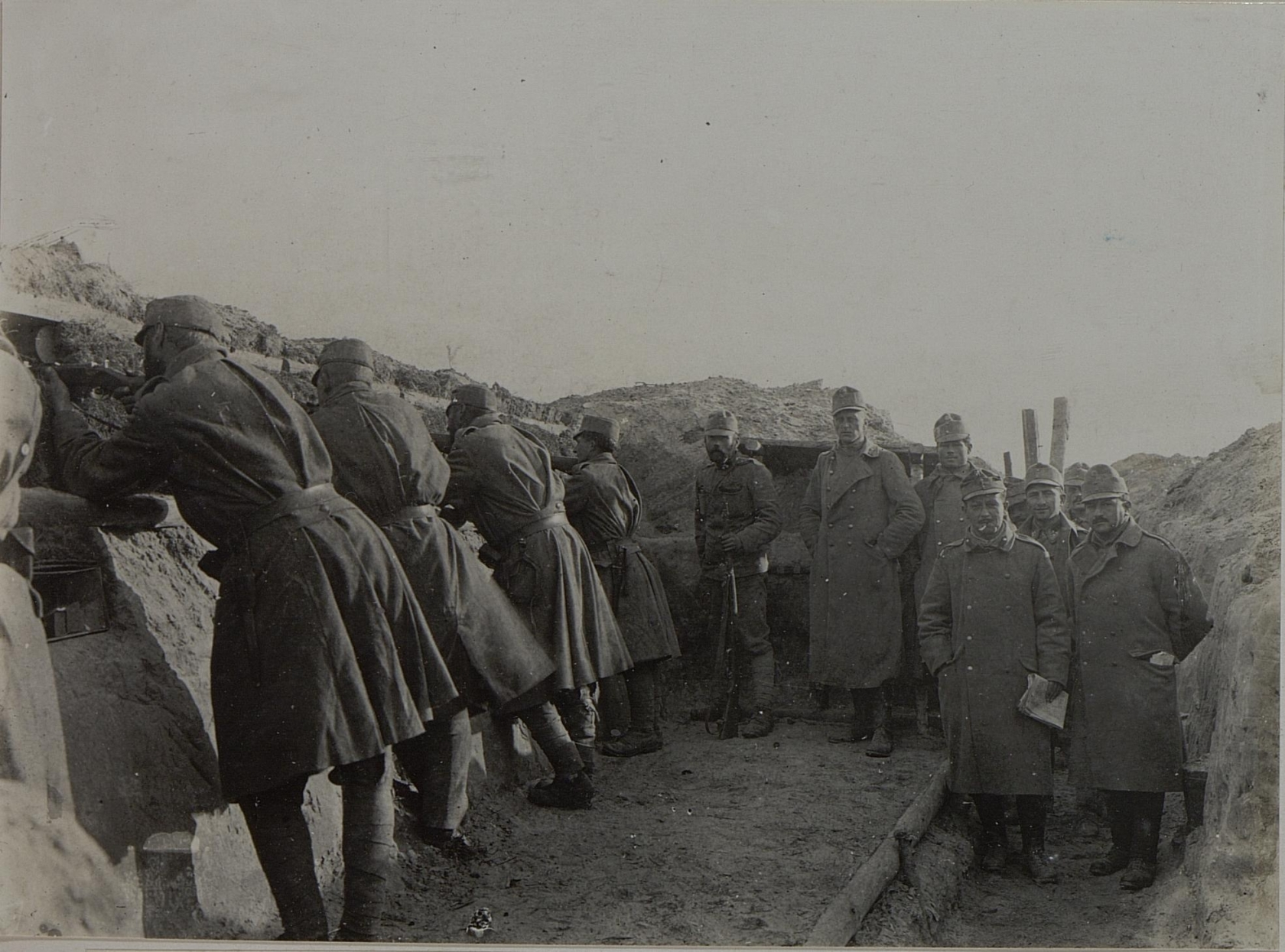
8-й піхотний полк у бою під Оликою, 2 січня 1916 р.

## Військовослужбовці
- Карел Клапалек (26 травня 1893, Прага — 18 листопада 1984, Прага) — чехословацький воєначальник, генерал армії, Герой ЧССР.